# Kharābeh Khvoshrūd Pey
Kharābeh Khvoshrūd Pey (persiska: خُشكرود پِی, Khoshkrūd Pey, خرابه خوشرود پی) är en ort i Iran.   Den ligger i provinsen Mazandaran, i den norra delen av landet, 130 km nordost om huvudstaden Teheran. Kharābeh Khvoshrūd Pey ligger 76 meter över havet och antalet invånare är 139.
Terrängen runt Kharābeh Khvoshrūd Pey är platt åt nordost, men åt sydväst är den kuperad.Runt Kharābeh Khvoshrūd Pey är det tätbefolkat, med 286 invånare per kvadratkilometer. Närmaste större samhälle är Shāneh Tarāsh, 2,2 km öster om Kharābeh Khvoshrūd Pey. Trakten runt Kharābeh Khvoshrūd Pey består till största delen av jordbruksmark.